# Florida East Coast Railway
De Florida East Coast Railway (reporting mark FEC) is een Amerikaanse class II railroad spoorwegmaatschappij, opgericht in 1885. De onderneming heeft een cruciale rol gespeeld in de ontwikkeling van de staat Florida.
De FEC, die grotendeels in het laatste kwart van de 19e eeuw en het eerste decennium van de 20e eeuw werd aangelegd, was een project van industrieel Henry Flagler. Flagler kwam elke winter in Florida vanwege de gezondheidsproblemen van zijn eerste vrouw Mary. Flagler was met John D. Rockefeller medeoprichter van Standard Oil dat uitgroeide tot de grootste oliemaatschappij van de Verenigde Staten. Tijdens zijn bezoeken aan St. Augustine constateerde hij de afwezigheid van veel zaken en een groot potentieel voor de ontwikkeling ervan. Hij begon vervolgens, met wat zijn tweede carrière genoemd kan worden, aan de ontwikkeling van resorts, industrieën en nederzettingen langs de kust van Florida die grenst aan de Atlantische Oceaan en zorgde voor de verbinding tussen deze locaties met door hem overgenomen en verder uitgebreide spoorwegen. De Florida East Coast Railway startte met de aankoop en fusie van drie kleinere spoorwegmaatschappijen, de St. John's Railway, de St. Augustine and Palatka Railway en de St. Johns and Halifax River Railway.
De FEC is bekend door het bouwen van de in 1912 voltooide spoorlijn naar Key West. Toen de lijn van het vasteland naar Key West in 1935 zwaar werd beschadigd door de Labor Day Hurricane, kocht de staat Florida het tracé en de bruggen ten zuiden van Dade County, en werden deze ingericht voor het autoverkeer. De Overseas Railroad werd in 1938 heropend als de Overseas Highway. Een belangrijke erfenis van Flagler was de ontwikkeling langs de gehele oostkust van Florida, met de door hem gestichte steden Palm Beach en West Palm Beach.
Tijdens de Grote Depressie werd het bedrijf overgenomen door erfgenamen van de familie du Pont. Na een 30 jaar durende fragiele financiële situatie, brak de FEC, onder leiding van een nieuwe president, Ed Ball, de macht van de vakbonden. Ball vond dat het bedrijf zich niet dezelfde kosten kon veroorloven als grotere klasse I-spoorwegen en dat men geld moest investeren in het verbeteren van de infrastructuur, die snel een veiligheidsprobleem werd. De vakbonden gingen over tot een langlopende staking die duurde van 1963 tot 1977. Met de hulp van vervangende werknemers raakte het bedrijf betrokken bij een van de langste en gewelddadigste arbeidsconflicten van de 20e eeuw. Uiteindelijk moesten de federale autoriteiten tussenbeide komen om het geweld, inclusief bomaanslagen, schietpartijen en vandalisme te stoppen. De rechtbanken oordeelden in dat de FEC het recht had om stakingsbrekers te gebruiken. Ball had in deze moeilijke periode flink geïnvesteerd in de verbetering van het spoorwegbedrijf, zoals verschillende vormen van automatisering. De FEC was de eerste Amerikaanse spoorwegmaatschappij waar treinen met slechts twee personen werden bediend, de remwagons aan het eind van de treinen werden afgeschaft en de onrendabele passagiersdiensten werden in 1968 beëindigd.
De FEC was voor 1983 een klasse I-spoorweg in eigendom van de St. Joseph Paper Company, van 1983 tot 2000 eigendom van FOXX Holdings en van 2000 tot 2016 van Florida East Coast Industries (FECI). Deze moedermaatschappij FECI werd in 2007 eigendom van Fortress Investment Group, dat het voor meer dan US $ 3 miljard (inclusief niet-railgoederen) had verworven. In 2017 kocht Grupo Mexico Transportes, bedrijfsonderdeel van de Grupo Mexico, de Florida East Coast Railway.
De belangrijkste inkomsten van het bedrijf zijn de laatste jaren afkomstig van containervervoer en transport van kalksteen.
In januari 2018 startte Brightline opnieuw passagiersdiensten op de route van West Palm Beach naar Fort Lauderdale. In mei 2018 werd deze service uitgebreid naar Miami. In 2023 werd het traject uitgebreid van West Palm Beach in noordwestelijke richting tot Orlando International Airport, zodat vanaf september 2023 deze luchthaven middels een snelle intercitytrein met Miami wordt verbonden.

## Kengetallen
In 2005 bezat en exploiteerde de FEC 565 km hoofdlijn tussen Jacksonville en Miami, 446 km secundaire lijnen en 254 km interne dienstsporen.
In 1925 vervoerde de FEC nog 979 miljoen ton-mijl vracht en 261 miljoen passagiersmijlen over 849 mijl weg en 1411 mijl spoor. In 1970 ging het om 1345 miljoen ton-mijl vracht over 554 mijl weg en 1058 mijl spoor; er waren geen passagiersdiensten meer.